# الاتحاد الكاريبي لكمال الأجسام واللياقة البدنية
| منظمة كمال أجسام                                | منظمة كمال أجسام                                     | منظمة كمال أجسام |
| ----------------------------------------------- | ---------------------------------------------------- | ---------------- |
| الاتحاد الكاريبي لكمال الأجسام واللياقة البدنية |                                                      |                  |
| معلومات عامة                                    |                                                      |                  |
| الاسم المختصر                                   | CACBBFF                                              |                  |
| تأسيس                                           | 7 ديسمبر 1973، كابو روجو، بورتوريكو                  |                  |
| بيانات تفصيلية                                  |                                                      |                  |
| المنظمة الأم                                    | الاتحاد الدولي لكمال الأجسام واللياقة البدنية (IFBB) |                  |
| الاتحادات الأعضاء                               | 40                                                   |                  |
| الرئيس                                          | جيوفاني أريندز أروبا                                 |                  |
| المقر                                           | كابو روجو، بورتوريكو                                 |                  |
| المنافسات                                       |                                                      |                  |
| المنافسات                                       | بطولة الكاريبي بكمال الأجسام للهواة                  |                  |

الاتحاد الكاريبي لكمال الأجسام واللياقة البدنية اتحاد رياضي إقليمي يشرف على رياضة كمال الأجسام في الكاريبي وهو عضو في الاتحاد الدولي لكمال الأجسام واللياقة البدنية (IFBB).
تأسس سنة 1973م.

## رؤساؤه
- جيوفاني أريندز  أروبا

## وصلات خارجية
- الموقع الرسمي ل لاتحاد الكاريبي لكمال الأجسام واللياقة البدنية.
- الاتحاد الدولي لكمال الأجسام واللياقة البدنية.